# Inocencia Páez
Inocencia Páez Betancort (La Graciosa, 27 de junio de 1927 – Ibidem, 21 de diciembre de 2007) fue una poetisa española, reconocida por expresar a través de su poesía el sentimiento de abandono de los habitantes de la isla de La Graciosa.

## Trayectoria
Nacida en la isla canaria de La Graciosa, solo salió de la misma en dos ocasiones con motivo de viajes de vacaciones. Aunque nunca recibió formación en literatura, comenzó a escribir a los 12 años aunque dejó el colegio en edad temprana. Páez usaba la poesía para mostrar su amor por la isla en la que vivía y para relatar las vidas de las personas con las que compartía esa tierra.
MI ISLA, MI SUEÑO
Eres mi isla Graciosa
tan bonita y tan pequeña
que voy a hacerte una cuna
para yo mecerte en ella
y te cantaré una nana
con una voz de sirena
y un dulce sueño te envuelve
a la luz de las estrellas
y soñarás tantas cosas
que no dices lo que sueñas
por temor de que el futuro
no sea como tu quisieras
(…)
Falleció en diciembre de 2007 en La Graciosa a la edad de 80 años.

## Reconocimientos
Desde el año 2000, el centro Socio–Cultural de La Graciosa lleva su nombre en reconocimiento a su figura, tras la solicitud de los vecinos y la aprobación por parte del Ayuntamiento de Teguise. El consejo de Ciudadanía de La Graciosa creó en 2010 el Premio de poesía Inocencia Páez en honor a su obra y trayectoria.
En 2018, el Gobierno de Canarias la incluyó en el proyecto educativo Constelación de Escritoras Canarias, a través del cual se pretende visibilizar la obra y vida de las escritoras de las Islas. La investigadora María del Carmen Reina Jiménez incluyó a Páez en la Antología de 100 escritoras canarias (Mercurio Editorial) publicada en 2020.

## Obra
- 2000 – El alma de una Isla. Ayuntamiento de Teguise.
- 2006 – Poemas. Ministerio de Agricultura. ISBN 8449107288.